# کاریزک ناگهانی
دهستان کاریزک ناگهانی دهستانی راهبردی در بخش مرکزی شهرستان زاوه استان خراسان رضوی ایران  و در مسیر محور تربت حیدریه-دولت اباد واقع شده‌است. این روستا زادگاه عارف برجسته حاج ملا عباس تربتی و فیلسوف گرانقدر حسینعلی راشد می‌باشد.

## جمعیت
بر پایه سرشماری عمومی نفوس و مسکن در سال۱۳۹۵ جمعیت این روستا ۲۹۲۰ نفر (در ۸۰۲ خانوار) بوده‌است.

## نقش زعفران
زعفران از ره‌آورد های مهم این منطقه است و نقش مهمی در اقتصاد کشاورزان این دهستان دارد.
این دهستان بزرگترین تولید کننده زعفران در ایران و جهان می‌باشد و به سهم خود نقش مهمی در تولید و صادرات این گیاه ارزشمند دارد.

سطح وسیعی از اراضی این روستا تحت کشت زعفران است و شعبه اصلی بازار خرید و فروش گل زعفران در این دهستان قرار دارد؛لازم به ذکر است که بدانید تنها بازار دیگر مهم خرید و فروش گل زعفران در شهرستان تربت حیدریه قرار دارد که در میدان ۲۲ بهمن واقع شده است.